# Runaway Daughters (téléfilm)
Pour les articles homonymes, voir Runaway Daughters.
Série Rebel Highway
Motorcycle Gang
(1994) Girls in Prison
(1994)
Pour plus de détails, voir Fiche technique et Distribution.
Runaway Daughters est un téléfilm américain réalisé par Joe Dante, diffusé en 1994.
Ce téléfilm fait partie de Rebel Highway, une anthologie rendant hommage aux films de « séries B » des années 1950 produits par American International Pictures et souvent diffusés en double programme et/ou dans des drive-in. Ces nouvelles versions mettent en scène de jeunes acteurs « en vogue » des années 1990. Celui-ci est un remake du film Runaway Daughters d'Edward L. Cahn, sorti en 1956.

## Synopsis
Alta Vista, Californie, 1956, au cœur de l'American way of life. Les rumeurs les plus folles courent à propos d'un satellite que l'URSS aurait placé sur orbite. Angie, Mary et Laura, trois jeunes filles issues de classes sociales différentes partagent leur temps entre les études, les garçons et les sorties au drive-in. Face aux demandes insistantes de son petit ami, Mary accepte de "passer à l'acte". Quelques semaines plus tard, elle s'aperçoit qu'elle est enceinte. Apprenant la nouvelle, le garçon lui promet le mariage juste avant de s'enfuir en direction de San Diego afin de s'enrôler chez les Marines. Les trois amies, trouvant là l'occasion de bousculer quelque peu leur morne quotidien, décident de se lancer à sa poursuite. Ne pouvant se confier à leurs parents, elles mettent en scène un enlèvement et prennent la route à bord d'une voiture volée. La police ne tardera pas à être alertée, bientôt devancée dans ses recherches par un détective privé.

## Fiche technique
Sauf indication contraire, les informations mentionnées dans cette section peuvent être confirmées par la base de données cinématographiques IMDb,  présente dans la section « Liens externes ».
- Titre original : Runaway Daughters
- Réalisation : Joe Dante
- Scénario : Charles Haas (en), d'après une histoire de Lou Rusoff et Charles S. Haas
- Musique : Hummie Mann
- Montage : Mark Helfrich
- Photographie : Richard Bowen
- Production : Lou Arkoff, David Giler, Debra Hill, Willie Kutner

Coproducteur : Llewellyn Wells
Producteur associé : Amy Grauman Danziger
- Sociétés de production : Showtime, Miramax et Drive-In Classics
- Distribution : Showtime (TV), Dimension Films (DVD)
- Budget : 1,3 million de dollars[2]
- Genres : drame, road movie
- Durée : 79 minutes
- Dates de sortie :

 États-Unis : 12 août 1994 (1re diffusion sur Showtime)

## Distribution
- Julie Bowen : Angie Gordon
- Holly Fields : Mary Nicholson
- Jenny Lewis : Laura Cahn
- Paul Rudd : Jimmy Rusoff
- Chris Young : Bob Randolph
- Dick Miller : Roy Farrell
- Dee Wallace : Mme Gordon
- Robert Picardo : Ed Cahn
- Wendy Schaal : Mildred Cahn
- Joe Flaherty : M. Nicholson
- Belinda Balaski : Mme Nicholson
- Roger Corman : M. Randolph
- Courtney Gains : un shérif adjoint
- Leo Rossi : un shérif adjoint
- Dabbs Greer : Gary
- Fabian : M. Rusoff
- John Astin : « Minute Man 1 »
- Rance Howard : « Minute Man 3 »
- Mark L. Taylor : l'officier du recrutement
- Samuel Z. Arkoff : un commerçant
- Cathy Moriarty : Marie (non créditée)

## Production
Lou Arkoff (en) (fils de Samuel Z. Arkoff) et Debra Hill lancent la série de téléfilms Rebel Highway. Ils invitent plusieurs réalisateurs confirmés comme William Friedkin, Joe Dante, Uli Edel, ou encore John Milius. Chacun doit choisir un titre parmi les anciens films produits par Samuel Z. Arkoff via American International Pictures. Chaque réalisateur ou réalisatrice peut ensuite engager les scénaristes de leur choix, créer l'histoire de leur choix (similaire ou non à celle du film original). Chaque cinéaste peut également choisir son directeur de la photographie, son monteur et dispose du final cut.
Chaque téléfilm dispose d'un budget de 1,3 million de dollars et de seulement douze jours de tournage. Les actrices et acteurs choisies doivent être des personnalités en pleine ascension. Celui-ci est plus ou moins un remake du film Runaway Daughters d'Edward L. Cahn, sorti en 1956.
Joe Dante dirige ici ses « habitués » : Dick Miller, Robert Picardo ou encore Belinda Balaski. Joe Dante offre également un petit rôle au célèbre producteur-réalisateur Roger Corman, qui apparait aux côtés de sa femme Julie. Un autre couple est présente : Dee Wallace et son époux Christopher Stone. Le scénario est par ailleurs écrit par Charles S. Haas, qui a écrit deux films de Joe Dante : Gremlins 2 : La Nouvelle Génération (1990) et Panic sur Florida Beach (1993)

## Clins d’œil
Le téléfilm contient plusieurs allusions et hommages au film original de 1956, Runaway Daughters (en). Au cinéma, on peut en voir une affiche. Une station-service porte le nom de American International Petroleum. Le nom et le logo rappellent celui de American International Pictures, la société productrice du film. Par ailleurs, la plupart des noms de famille des personnages du téléfilm sont ceux de certains membres de l'équipe du film original : Cahn (pour le réalisateur Edward L. Cahn), Gordon (le producteur Alex Gordon) ou encore Rusoff (le scénariste Lou Rusoff).
On peut voir des affiches de Naked Paradise et Rock All Night, deux films de Roger Corman sortis en 1957, dans lesquels joue Dick Miller, acteur fétiche de Joe Dante.

## Les téléfilmsRebel Highway
1. Roadracers de Robert Rodriguez, avec David Arquette et Salma Hayek (22 juillet 1994)
2. Confessions d'une rebelle (Confessions of a Sorority Girl) d'Uli Edel, avec Jamie Luner et Alyssa Milano (29 juillet 1994)
3. Motorcycle Gang de John Milius, avec Gerald McRaney et Jake Busey (9 août 1994)
4. Runaway Daughters de Joe Dante, avec Julie Bowen et Paul Rudd (12 août 1994)
5. Girls in Prison de John McNaughton, avec Anne Heche et Ione Skye (19 août 1994)
6. Shake, Rattle and Rock! d'Allan Arkush, avec Renée Zellweger et Howie Mandel (26 août 1994)
7. Dragstrip Girl de Mary Lambert, avec Mark Dacascos et Natasha Gregson Wagner (2 septembre 1994)
8. Vilaines Filles et Mauvais Garçons (Jailbreakers) de William Friedkin, avec Antonio Sabato Jr. et Shannen Doherty (9 septembre 1994)
9. Cool and the Crazy de Ralph Bakshi, avec Jared Leto et Alicia Silverstone (16 septembre 1994)
10. Reform School Girl de Jonathan Kaplan, avec Aimee Graham et Matt LeBlanc (23 septembre 1994)